# Château d'Altenbourg
Le château d'Altenbourg (en allemand : Schloß Altenburg) est un château est un monument historique situé à Altenbourg dans la Thuringe, en Allemagne. L'ancienne résidence de la maison de Saxe-Gotha-Altenbourg, avec les appartements ducaux, l'église et le célèbre orgue de Trost, est aujourd'hui ouvert au public en tant que musée. 

## Histoire
Le château médiéval se trouve sur une colline de porphyre, à l'époque à l'extérieur des limites de la ville d'Altenbourg. Le lieu fut mentionné pour la première fois dans un acte de donation délivré par l'empereur Otton II du 1er août 976, lorsqu'il remit le domaine à l'évêché de Zeitz. 
En 1132, le roi Lothaire III a fait du château sur la Pleiße (castro Plysn) un palais impérial. Son successeur Conrad III de Hohenstaufen y a également séjourné en 1150 ; le duc Ladislas II le Banni, ancien princeps de Pologne, y a vécu en exile avec sa famille de 1146 jusqu'à sa mort en 1159. L'empereur Frédéric Barberousse fit reconstruire le château où il résidait en 1165 et en 1172 ; en 1180, il y assigna le duché de Bavière à Othon de Wittelsbach. Adminsistré par les burgraves d'Altenbourg, le château a continué à être la résidence des souverains de la maison de Hohenstaufen, dont Henri VI, Philippe de Souabe et Frédéric II, mais également de leur rival Otton de Brunswick.
En 1253, la maison de Wettin a vu son influence s'accroître dans le pays sur la Pleiße, lorsqu'Albert II le Dégénéré, fils du margrave Henri III de Misnie, épousa Marguerite de Hohenstaufen, fille de l'empereur Frédéric II. Après sa victoire à la bataille de Lucka, le 31 mai 1307, le margrave Frédéric de Misnie obtient la seigneurie d'Altenbourg qui est incorporée dans le margraviat de Misnie. Elle fait partie de l'électorat de Saxe sous le règne de Frédéric le Belliqueux à partir de 1423 ; en janvier 1430, la forteresse fut pas assiégée sans succès par les forces hussites qui ont néanmoins saccagé et incendié la ville.
Altenbourg est choisi comme résidence des ducs de Saxe-Gotha-Altenbourg au XVIIe siècle. Le château-fort est transformé en château résidentiel par les ducs Frédéric II et Frédéric III entre 1706 et 1744. Un incendie le ravage en 1868 et six pompiers trouvent la mort. Lorsque le dernier duc, Ernest II, abdique en novembre 1918, le château est utilisé par la ville qui en prend la possession formelle le 10 avril 1943.